# Phaleria macrocarpa
Phaleria macrocarpa ist eine Pflanzenart in der Familie der Seidelbastgewächse aus Neuguinea.

## Beschreibung
Phaleria macrocarpa wächst als immergrüner Strauch oder Baum bis zu 18 Meter hoch.
Die gegenständigen, einfachen Laubblätter sind kurz gestielt, kahl und leicht ledrig. Sie sind ganzrandig, eiförmig oder lanzettlich bis verkehrt-eiförmig, -eilanzettlich und spitz bis zugespitzt.
Phaleria macrocarpa ist hetero- und distyl. Es werden end- oder achselständig, manchmal kauliflore, stammblütige und wenigblütige, kurz gestielte Blütenstände, Büschel, Dolden gebildet. Es sind jeweils etwa 4 abfallende, kleine Deckblätter vorhanden. Die duftenden, sitzenden, meist vier- bis fünfzähligen Blüten mit doppelter Blütenhülle sind weiß. Der Kelch ist nur klein mit kurzen Zipfeln. Die lange Krone ist schmal trichterförmig mit kurzen ausladenden Lappen. Die 8 Staubblätter stehen in zwei Kreise und sind vorstehend mit Staubfäden oder nicht und sitzend. Der kahle Fruchtknoten ist oberständig und der Griffel ist lang und teils vorstehend mit großer, kopfiger Narbe. Es ist ein becherförmiger Diskus vorhanden.
Es werden rundliche etwa 3–5,5 Zentimeter große, rötliche und ein- bis zweisamige, ledrige, glatte Früchte, Steinfrüchte gebildet. Das weißliche Fruchtfleisch ist fleischig und faserig. Die Samen sind rundlich bis eiförmig und bis 1,5 Zentimeter groß.

## Verwendung
Die vollreifen Früchte sollen essbar sein, auf jeden Fall gelten die sehr ähnlichen Früchte von Phaleria capitata als essbar.
Die Blätter, Rinde, Samen und Früchte werden medizinisch genutzt.